# Авиационные происшествия Аэрофлота 1988 года

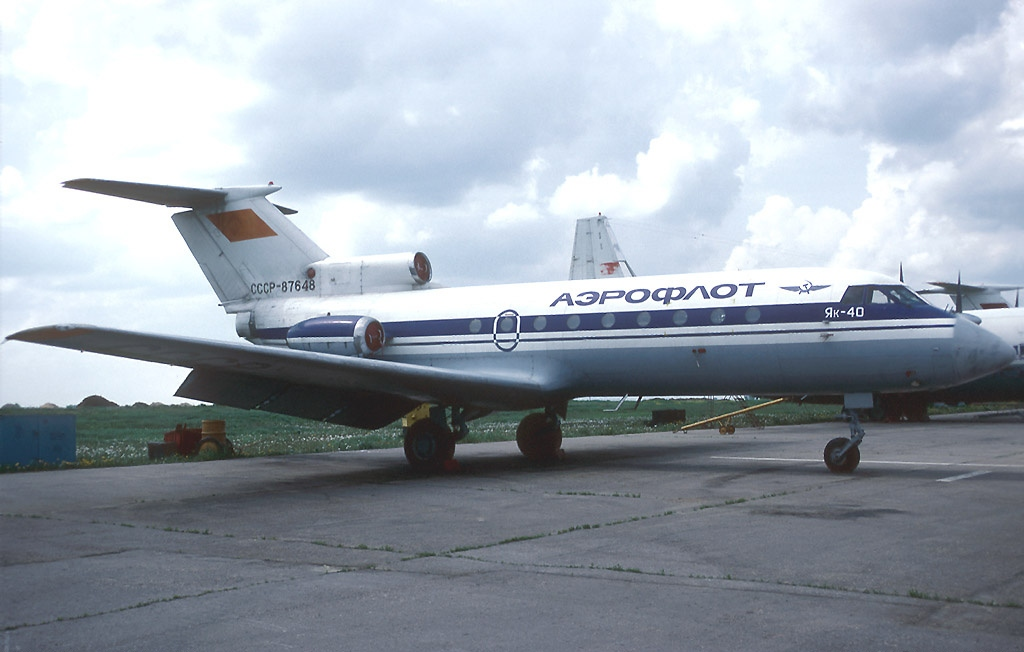
Як-40 предприятия «Аэрофлот»

Авиационные происшествия и инциденты, включая угоны, произошедшие с воздушными судами Министерства гражданской авиации СССР (Аэрофлот) в 1988 году.
В этом году крупнейшая катастрофа с воздушными судами предприятия «Аэрофлот» произошла 24 января близ Нижневартовска, когда у самолёта Як-40 после взлёта отключились оба крайних двигателя, после чего авиалайнер упал на землю и разрушился, при этом погибли 27 человек (подробнее…).

## Список
Отмечены происшествия и инциденты, когда воздушное судно было восстановлено.
| Дата                                                   | Место                                                 | ВС        | Бортовой номер | Управление          | Жертв  | Описание | И      |
| ------------------------------------------------------ | ----------------------------------------------------- | --------- | -------------- | ------------------- | ------ | --- | ------ |
| 18 января 1988 года                                    | Красноводск                                           | Ту-154Б-1 | 85254          | Туркменское         | 11/146 | Жёсткая посадка, приведшая к отделению хвостовой части (подробнее…) | [ 1 ]  |
| 24 января 1988 года                                    | Нижневартовск (60°58′30″ с. ш. 76°31′35″ в. д.)       | Як-40     | 87549          | Приволжское         | 27/31  | Упал после взлёта из-за отключения двух двигателей (подробнее…) | [ 2 ]  |
| 29 января 1988 года                                    | Есенгельды                                            | Ан-2Р     | 44643          | Казахское           | 0/?    | При охоте на лис (сбивались лыжами шасси) самолёт врезался в берег реки | [ 3 ]  |
| 2 февраля 1988 года (56°39′30″ с. ш. 116°27′20″ в. д.) | Куда-Малая, Каларский район                           | Ми-4А     | 63816          | Восточно-Сибирское  | 8/8    | Упал при посадке из-за отказа продольного управления | [ 4 ]  |
| 13 февраля 1988 года                                   | Ефремовка                                             | Ми-2      | 20919          | Украинское          | 5/7    | Потеря высоты из-за ошибок пилотирования в сложных метеоусловиях и столкновение с землёй | [ 5 ]  |
| 26 февраля 1988 года                                   | Николаев                                              | Ан-2Р     | 40802          | Украинское          | 5/7    | Остановка двигателя при взлёте из-за истощения топлива | [ 6 ]  |
| 26 февраля 1988 года                                   | Саскылах                                              | Ан-2Р     | 01648          | Якутское            | 0/0    | Во время урагана сорвался с креплений и был повреждён | [ 7 ]  |
| 27 февраля 1988 года                                   | Сургут                                                | Ту-134А   | 65675          | Белорусское         | 20/51  | Жёсткая посадка, приведшая к разрушению самолёта и пожару (подробнее…) | [ 8 ]  |
| 8 марта 1988 года                                      | Вещево                                                | Ту-154Б-2 | 85413          | Восточно-Сибирское  | 9/84   | Выполняя рейс «Курган—Ленинград» был захвачен семьёй Овечкиных, с требованием лететь в Великобританию. Самолёт был посажен на военном аэродроме Вещево и вскоре освобождён милицейскими отрядами (подробнее…).                          | [ 9 ]  |
| 30 марта 1988 года                                     | Союз Советских Социалистических Республик             | Ту-134    |                |                     | 0/?    | Попытка захвата самолёта одним преступником во время рейса «Фрунзе—Москва». | [ 10 ] |
| 12 апреля 1988 года                                    | Газ-Ачак                                              | Ан-2Р     | 07392          | Туркменское         | 0/?    | Сваливание при взлёте из-за смещения незакреплённого груза | [ 11 ] |
| 19 апреля 1988 года                                    | близ Багдарина                                        | L-410UVP  | 67518          | Восточно-Сибирское  | 17/17  | Столкновение с горой из-за преждевременного снижения к аэродрому | [ 12 ] |
| 21 апреля 1988 года                                    | Ворошиловградская область                             | Ан-2Р     | 31498          | Украинское          | 2/5    | Потеря управления столкновение с землёй из-за ошибок пилотирования и при выполнении самовольного вылета | [ 13 ] |
| 9 июня 1988 года                                       | Тобольск                                              | Ан-2      | 70121          | Тюменское           | 2/2    | Столкновение с трубой Тобольской ТЭЦ при заходе на посадку | [ 14 ] |
| 12 июня 1988 года                                      | Александрия                                           | Ан-2ТП    | 32267          | Украинское          | 0/15   | Вынужденная посадка на лес после отказа двигателя при пролёте грозы | [ 15 ] |
| 6 июля 1988 года                                       | Курагинский район (54°38′58″ с. ш. 93°04′20″ в. д.)   | Ми-2      | 23495          | Красноярское        | 1/1    | При взлёте упал на горный склон из-за отказа двигателя | [ 16 ] |
| 8 июля 1988 года                                       | Новый, Хабаровск                                      | Ан-24РВ   | 46669          | Дальневосточное     | 0/46   | При прерванном взлёте выкатился за пределы ВПП | [ 17 ] |
| 9 июля 1988 года                                       | Белгородская область                                  | Ан-2      | 07791          | Центральных районов | 0/2    | Упал на землю при авиационно-химических работах из-за ошибки экипажа | [ 18 ] |
| 24 июля 1988 года                                      | Баянаул                                               | Ан-2Р     | 07291          | Казахское           | 1/4    | Отказ двигателя после взлёта | [ 19 ] |
| 12 августа 1988 года                                   | Одесская область                                      | Ан-2Р     | 35677          | Украинское          | 0/?    | Остановка двигателя после взлёта из-за истощения топлива | [ 20 ] |
| 26 августа 1988 года                                   | близ Иркутска (52°09′30″ с. ш. 104°39′40″ в. д.)      | L-410M    | 67235          | Якутское            | 4/4    | Столкновение с деревьями при заходе на посадку из-за неправильной настройки высотомеров (подробнее…) | [ 21 ] |
| 26 августа 1988 года                                   | Лена, Жиганский район                                 | Ан-2П     | 01788          | Якутское            | 1/4    | Из-за отвлечения экипажа врезался в реку и затонул | [ 22 ] |
| 26 августа 1988 года                                   | Корткеросский район                                   | Ми-2      | 14064          | Коми                | 2/2    | При ночном полёте в дождь потерял высоту и врезался в деревья | [ 23 ] |
| 11 сентября 1988 года                                  | Святой Нос, близ Гремихи                              | Ка-32С    | 31014          | Ленинградское       | 0/?    | Из-за отказа двигателя при транспортировке контейнеров с ракетами и невозможности сбросить груз, упал на скалистый берег | [ 24 ] |
| 13 сентября 1988 года                                  | Гегечкорский район                                    | Ми-2      | 20992          | Грузинское          | 1/2    | Столкновение с ЛЭП при облёте полей в горной долине | [ 25 ] |
| 21 сентября 1988 года                                  | Аяно-Майский район (58°00′15″ с. ш. 134°10′09″ в. д.) | Ан-2ТП    | 70848          | Дальневосточное     | 2/2    | Столкновение с горой из-за снижения под безопасную высоту | [ 26 ] |
| 24 сентября 1988 года                                  | Алеппо                                                | Ту-154Б-2 | 85479          | Армянское           | 0/168  | Жёсткая посадка, приведшая к разлому фюзеляжа | [ 27 ] |
| 24 сентября 1988 года                                  | н.д.                                                  | Ан-2Р     | 84657          | Якутское            | 0/0    | Вынужденная посадка в русле реки. Подробности неизвестны. | [ 28 ] |
| 4 октября 1988 года                                    | близ Батагая                                          | Ан-12БП   | 11418          | Якутское            | 6/6    | Столкновение с горой при заходе на посадку | [ 29 ] |
| 14 октября 1988 года                                   | н.д.                                                  | Ан-2Р     | 32612          | Якутское            | 0/0    | Вынужденная посадка на пересечённой местности. Подробности неизвестны. | [ 30 ] |
| 31 октября 1988 года                                   | Кебергене                                             | Ан-2ТП    | 32325          | Якутское            | 0/15   | Прерванный взлёт из-за отсутствия взаимодействия пилотов и выкатывание за пределы посадочной площадки | [ 31 ] |
| 2 декабря 1988 года                                    | Тель-Авив                                             | Ил-76Т    | 76519          | ЦУМВС               | 0/8    | Пять террористов захватив в Орджоникидзе автобус с детьми прибыли на нём в аэропорт Минеральные Воды, где обменяли детей на самолёт с экипажем. Получив добро на вылет, направились в Израиль, где сдались местным властям (подробнее…) | [ 32 ] |
| 7 декабря 1988 года                                    | Кодинск                                               | L-410UVP  | 67127          | Красноярское        | 6/14   | Упал в лес при заходе на посадку | [ 33 ] |
| 13 декабря 1988 года                                   | Нарьян-Мар                                            | Ан-2      | 81535          | Архангельское       | 0/?    | Упал на землю из-за перегруза и нарушения центровки | [ 34 ] |
| 20 декабря 1988 года                                   | Хромтау                                               | Ми-2      | 14357          | Казахское           | 2/9    | Упал на землю при заходе на посадку из-за дезориентации экипажа | [ 35 ] |